# Unieck (gromada)
Unieck – dawna gromada, czyli najmniejsza jednostka podziału terytorialnego Polskiej Rzeczypospolitej Ludowej w latach 1954–1972.
Gromady, z gromadzkimi radami narodowymi (GRN) jako organami władzy najniższego stopnia na wsi, funkcjonowały od reformy reorganizującej administrację wiejską przeprowadzonej jesienią 1954 do momentu ich zniesienia z dniem 1 stycznia 1973, tym samym wypierając organizację gminną w latach 1954–1972.
Gromadę Unieck z siedzibą GRN w Uniecku utworzono – jako jedną z 8759 gromad na obszarze Polski – w powiecie sierpeckim w woj. warszawskim, na mocy uchwały nr VI/10/19/54 WRN w Warszawie z dnia 5 października 1954. W skład jednostki weszły obszary dotychczasowych gromad Charzyny, Chądzyny-Krusze, Chądzyny-Kuski, Jeżewo, Kocięcin Brodowy, Kocięcin-Tworki, Kodłutowo, Sikory, Szczepkowo i Unieck ze zniesionej gminy Gutkowo w tymże powiecie. Dla gromady ustalono 18 członków gromadzkiej rady narodowej.
1 stycznia 1958 do gromady Unieck przyłączono wsie Grzybowo, Komunin Stary, Komunin Nowy i Zygmuntowo ze zniesionej gromady Komunin Stary w tymże powiecie.
31 grudnia 1959 do gromady Unieck przyłączono obszar zniesionej gromady Krzeczanowo w tymże powiecie (bez wsi Osowa, Pólka, Raciąż i Łaszewo).
Gromada przetrwała do końca 1972 roku, czyli do kolejnej reformy gminnej.